# Edward Tuckerman
Edward Tuckerman (7. prosince 1817, Boston - 15. března 1886, Amherst, Massachusetts) byl americký botanik a profesor v Bostonu, který významně přispěl ke studiu lišejníků a jiných alpských rostlin.
Je po něm pojmenován i ledovcový kar Tuckerman Ravine, kde se studiem lišejníků zabýval.

## Dílo
- An enumeration of North American Lichenes (1845)
- A synopsis of the lichenes of New England, the other northern states, and British America (1848)
- Genera lichenum : an arrangement of the North American lichens (1872)
- A catalogue of plants growing without cultivation within thirty miles of Amherst college (1875)
- Synopsis of the North American lichens (1882)